# Szachtar Roweńki
Szachtar Roweńki (ukr. Футбольний клуб «Шахтар» Ровеньки, Futbolnyj Kłub "Szachtar" Roweńky) – ukraiński klub piłkarski z siedzibą w Roweńkach, w obwodzie ługańskim.

## Historia
Chronologia nazw:
- 19??—1996: Szachtar Roweńki (ukr. «Шахтар» Ровеньки)

Drużyna piłkarska Szachtar została założona w mieście Roweńki 2 marca 1995 roku. Zespół startował w rozgrywkach mistrzostw i Pucharu obwodu woroszyłowgradskiego i w debiutowym sezonie został mistrzem obwodu. W sezonie 1995/96 debiutował w rozgrywkach Amatorskiej Lihi, gdzie zajął drugie miejsce w 5 grupie. Po zakończeniu sezonu z przyczyn finansowych klub został rozwiązany.

## Sukcesy
- Amatorska Liha:

wicemistrz: 1995/96